# Lactobacillus rhamnosus
Lactobacillus rhamnosus è il batterio probiotico più studiato tra i lactobacilli. Produttore di acido lattico solo in forma levogira; è capace di fermentare il ramnosio, caratteristica per il quale viene identificato.
Come tutti i lactobacilli, è un Gram + e presenta la classica forma a bastoncino; cresce in piccole catene batteriche, cosa che favorisce la sua resistenza al congelamento e liofilizzazione. Il lactobacillus rhamnosus non possiede DNA plasmidico, il suo impiego per scopi medici quindi viene considerato più sicuro.
Alcuni ceppi di Lactobacillus rhamnosus sono considerati probiotici. Esistono diverse sottospecie usate come probiotici per la prevenzione e la terapia di diverse condizioni morbose nell'uomo: tra i più studiati c'è il Lactobacillus rhamnosus GG (ATCC 53.103); questo è un ceppo di L. rhamnosus isolato nel 1983 dal tratto intestinale di esseri umani sani e brevettato il 17 aprile 1985 da Sherwood Gorbach e Barry Goldin. Il brevetto si riferì inizialmente ad un ceppo di "L. acidophilus GG" (ATCC 53.103), poi riclassificato successivamente come ceppo di L. rhamnosus. Altri ceppi usati sono il Lactobacillus rhamnosus LR-32 (ATCC 5217), il GR-1, Lc-705, R-11, l'HN001, LR04.

## Caratteristiche biologiche
Lactobacillus rhamnosus GG resiste all'acidità gastrica e ai sali biliari ed è in grado di aderire alla mucosa gastrointestinale. Il fatto che questo batterio sia resistente all'acidità gastrica e ai sali biliari è conseguenza della sua capacità di produrre proteine antistress che gli conferiscono maggiori possibilità di sopravvivenza nel transito intestinale dopo l'assunzione orale.
L'alto livello di adesione alla mucosa intestinale è spiegabile per la presenza sulla parete batterica di un esopolisaccaride ricco in galattosio; nonché per la capacità del batterio di produrre proteine di superficie simili a pili capaci di mediare l'adesione alle cellule epiteliali.
La modulazione indotta sul sistema immunitario sembra trovare spiegazione nella scoperta di una proteina solubile secreta dal L. rhamnosus, la proteina P40. Sembra che questa proteina riduca lo stato infiammatorio e l'apoptosi delle cellule epiteliali migliorando l'effetto barriera nei confronti dei patogeni intestinali. Il Lactobacillus rhamnosus inibisce l'apoptosi intestinale delle cellule epiteliali e migliora le funzioni di barriera dell'intestino grazie ad una modulazione della ciclossigenasi-2 (COX-2).
ll Lactobacillus rhamnosus GG è capace di stimolare la produzione di alcune citochine quali:
- TNF-α,
- IL-1β,
- IL-6,
- IL-10,
- IL-12,
- IFN-γ.

Il Lactobacillus rhamnosus LR04 è in grado di aumentare significativamente la secrezione delle seguenti citochine:
- IL-12p70
- IFN-γ[9][10]

Una ricerca condotta su animale a Jena in Germania presso l'Università "Friedrich Schiller" ha dimostrato che l'associazione tra il Lactobacillus rhamnosus e il Bifidobacterium lactis è in grado di prevenire la genotossicità indotta da un potente cancerogeno, l'azossimetano (sostanza cancerogena e neurotossica) e i conseguenti tumori dell'intestino cieco del modello animale usato.

## Impieghi clinici

### MICI
I probiotici in generale ed in particolare il L. rhamnosus mostra di possedere importanti proprietà preventive e/o curative nei confronti di malattie infiammatorie croniche intestinali (MICI).

#### Malattia di Crohn
Quattro studi pubblicati, al luglio 2012, mostrano dati circa l'utilità del L. rhamnosus nella malattia di Crohn.

#### Colite ulcerosa
La colite ulcerosa è una forma di IBD (inflammatory bowel disease). Il L. rhamnosus mostra interessanti proprietà preventive e/o terapeutiche in questa patologia.

#### IBD
I probiotici possono essere utili per la prevenzione della malattia infiammatoria intestinale insieme ad altre patologie. Tra i probiotici con il maggior numero di vantaggi comprovati vi è il Lactobacillus rhamnosus.

### Escherichia coli
Il Lactobacillus rhamnosus inibisce i ceppi diarrogeni di Escherichia Coli

### Diarrea
L. rhamnosus è utile nella prevenzione della diarrea da rotavirus nei bambini. Sono stati evidenziati vantaggi nella prevenzione e nel trattamento di vari tipi di diarrea nei bambini e negli adulti. L. rhamnosus può essere utile nella prevenzione della diarrea associata agli antibiotici e della diarrea nosocomiale, fatto recentemente supportato dalle linee guida europee. Questo batterio può anche ridurre il rischio di incorrere nella diarrea del viaggiatore.
In particolare, è stato dimostrato che il Lactobacillus rhamnosus LR04 è tra i ceppi di lactobacilli più efficaci nell’inibire la crescita dei principali ceppi diarrogeni di Escherichia coli.

### Dermatologia
L. rhamnosus ha dimostrato potenziale efficacia nel trattamento e nella prevenzione primaria della dermatite atopica, anche se i risultati degli studi non sono stati tutti positivi.
Uno studio clinico a sette anni ha dimostrato che questo batterio è utile per prevenire la dermatite atopica nei bambini ad alto rischio.

## Sicurezza
L. rhamnosus  potrebbe non essere vantaggioso per alcuni sottogruppi della popolazione; in rare circostanze, specialmente per i neonati o coloro che hanno una situazione di immunocompromissione, visto che può dare endocardite o sepsi. Per la popolazione sana l'ingestione di questo batterio è considerata sicura e i dati mostrano una crescita significativa del consumo nella popolazione che non ha portato ad un aumento dei casi di batteriemia.
Nel gatto è stata individuata la DL50 che è pari a 6 g/kg/die (grammi per chilo di peso corporeo al giorno).